# هيرب ديكنسون
هيرب ديكنسون هو لاعب هوكي جليد كندي، ولد في 11 يونيو 1931 في هاميلتون في كندا.

## وصلات خارجية
- هيرب ديكنسون على موقع دوري الهوكي الوطني (الإنجليزية)
- هيرب ديكنسون على موقع EliteProspects.com (الإنجليزية)
- هيرب ديكنسون على موقع HockeyDB.com (الإنجليزية)
- هيرب ديكنسون على موقع Hockey-Reference.com (الإنجليزية)